# Orkut
Orkut era un social network che prende il nome dal suo creatore, l'ingegnere turco Orkut Büyükkökten alle dipendenze di Google.
È stato chiuso il 30 settembre 2014.

## Caratteristiche
Come altri siti simili, Orkut permetteva di realizzare un profilo degli utenti in cui confluivano dati generali (come la nazionalità, l'età anagrafica o la città di residenza), ma anche immagini ed elenchi flessibili degli interessi di ogni iscritto. Era anche prevista la possibilità di inserire nel proprio profilo dei video.
Caratteristica distintiva di Orkut era la presenza delle "comunità", di gruppi di utenti che condividono uno stesso interesse o, più spesso, una medesima lingua o nazionalità.
Nel vasto ecosistema di Social Network, Orkut si distingueva per una politica di netta chiusura verso l'esterno. Non era, infatti, possibile accedere ad alcuna informazione riguardante i membri a meno di non iscriversi al servizio. Anche agli utenti già iscritti, Orkut offriva notevoli strumenti di protezione delle informazioni con la possibilità di stabilire con precisione come e con chi condividere i propri dati. L'iscrizione al servizio era gratuita e necessitava di un account Google.
Nel luglio 2014 Google annuncia l'intenzione di chiudere Orkut per concentrarsi sulle sue altre attività di condivisione online, in particolare YouTube, Blogger e Google+.

## Utenti
Ad agosto 2007 Orkut vantava oltre 67 milioni di iscritti. Secondo i dati pubblicati dallo stesso sito ben il 53% di questi era di origine brasiliana. Il secondo paese più rappresentato erano gli Stati Uniti con circa il 19% seguiti dall'India con il 16%. La comunità italiana rappresentava lo 0,33% del totale dei membri di Orkut.
Per fasce di età quasi il 61% degli iscritti aveva tra 18 e 25 anni.